# 토머스 레넌
토머스 레넌(Thomas Lennon, 1970년 8월 9일 ~ )은 미국의 배우이다.

## 출연 작품

### 영화
- 아웃 콜드 (2001)
- 프렌치 아메리칸 (2003)
- 10일 안에 남자 친구에게 차이는 법 (2003)
- 은하수를 여행하는 히치하이커를 위한 안내서 (2005)
- 패시파이어 (2005)
- 박물관이 살아있다! (2006)
  - 박물관이 살아있다 2 (2009)
- 분노의 핑퐁 (2007)
- 17 어게인 (2009) - 네드 골드 역
- 베이워치: SOS 해상 구조대 (2017)
- 체리 (2021)

### 텔레비전
- 르노 911! (2003-09, 2020-현재)
- 리썰 웨폰 (2017-19)